# Тимьян красивенький
Тимья́н краси́венький (лат. Thymus pulchellus) — вид рода Тимьян (Thymus) семейства Яснотковые (Lamiaceae).

## Ботаническое описание
Растение высотой 10—30 см. Листья эллиптической формы. Соцветие — длинный колос. Цветки лилового цвета. Плод — орешек.
Кальцефил. Произрастает на местах выходах гипса и алебастра.

## Ареал
Эндемик Западного Предкавказья. Встречается только в Краснодарском крае.

## Охранный статус
Уязвимый вид. Занесён в Красные книги России и Краснодарского края. Вымирает из-за низкой конкурентоспособности, разработки гипса и алебастра, выпаса скота в местах своего произрастания.